# Intervenções militares de Cuba

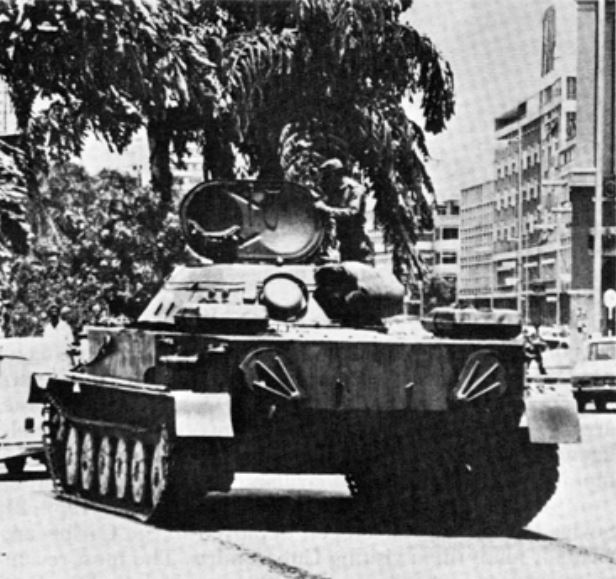
Tanque PT-76 pilotado por cubanos nas ruas de Luanda, capital de Angola, em 1976.

As intervenções militares de Cuba foram ações militares realizadas por Cuba em várias partes do mundo após o triunfo da Revolução Cubana em 1959. O período no qual ocorreram essas intervenções foi chamado pelos críticos de era do imperialismo cubano ou imperialismo militar cubano, enquanto que na terminologia oficial cubana é chamado de internacionalismo militar cubano, e incluiria tanto as intervenções militares diretas (guerras e envio de forças militares) como indiretas (apoio logístico de governos ou de movimentos guerrilheiros, atividade do serviço de inteligência, incitação de golpes de Estado, formação ideológica e financiamento econômico).
A política externa cubana durante a Guerra Fria enfatizou a prestação de assistência militar direta a governos amigos e movimentos de resistência em todo o mundo. Esta política foi justificada directamente pelo conceito marxista de internacionalismo proletário e foi articulada pela primeira vez pelo líder cubano Fidel Castro na Organização de Solidariedade com os Povos da Ásia, África e América Latina em 1966. No entanto, como política informal, foi adoptada já em 1959, pouco depois da Revolução Cubana. Estas operações foram muitas vezes planeadas pelo Estado-Maior cubano através de um quartel-general no exterior. Constituiu a base para uma série de iniciativas militares cubanas em África e na América Latina, muitas vezes realizadas em conjunto directo com a União Soviética e os Estados-membros do Pacto de Varsóvia, que forneceram apoio consultivo ou logístico. A mais notável destas intervenções ocorreu em Angola de 1975 a 1989, com 50 mil soldados.

## Contexto
Após o triunfo da revolução cubana, Fidel Castro promoveu uma série de intervenções em outros países latino-americanos a fim de “criar um mundo seguro para a revolução”, porém, Caldera comenta que “Fidel Castro soube, desde o início, que seu projeto político dependia dos recursos naturais e da riqueza de outros países para sobreviver”.

Com a deterioração das relações entre Cuba e Estados Unidos — que teve sua expressão máxima na invasão da Baía dos Porcos, na expulsão de Cuba da Organização dos Estados Americanos (OEA) e na Operação Mongoose — o governo cubano demonstraria seu alinhamento com a União Soviética (URSS), embora as relações soviético-cubanas se deteriorassem com o tempo, especialmente após a decisão da Organização Latino-Americana de Solidariedade, organizada em Cuba em 1967, que proclamava a coordenação da luta armada e da guerra de guerrilha na América Latina contra o imperialismo norte-americano rompendo-se com a linha de Coexistência Pacífica da União Soviética. No entanto, as intervenções cubanas foram funcionais aos interesses geopolíticos da União Soviética e em oposição à política externa dos Estados Unidos sendo realizado com o apoio técnico da República Democrática da Alemanha. Todas essas intervenções tinham como elementos comuns o fato de serem dirigidas aos países do Terceiro Mundo, ajudando na implementação ou no apoio dos governos relacionados ao marxismo-leninismo, justificadas pelo governo cubano pelo internacionalismo proletário em solidariedade com os povos que desejavam ter um Estado socialista ou simplesmente se libertar do colonialismo. De acordo com Brown, as primeiras intervenções realizadas na Nicarágua, República Dominicana e Haiti em 1959 (que eram governados por ditadores na época) visavam eliminar adversários perigosos do regime, além das seguintes intervenções teriam outra função:

Cuba então se vingou de todos os governos latino-americanos que não o reconheceram, bem como daqueles que aderiram ao boicote norte-americano. Fidel Castro trouxe para a ilha jovens de esquerda desses países, deu-lhes treinamento de guerrilha e depois os mandou de volta. É assim que continuou a intervir na região

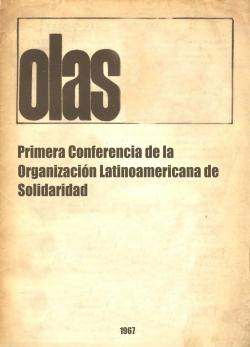
Primeira Conferência da Organização Latino-Americana de Solidariedade, celebrada em Cuba, 1967

O regime comunista cubano preferiu patrocinar organizações de esquerda através da logística e financiamento na América Latina além de fazer da ilha um importante centro de formação ideológica que promoveria a formação de organizações guerrilheiras e terroristas da ideologia comunista na região, enquanto na África a presença militar cubana se destacou de maneira especial com mais de 36.000 efetivos em 1985, especialmente em Angola (23.000) e Etiópia (12.000); dentro de Cuba, o regime justificava o envio de cubanos para as distantes guerras africanas sob o discurso de que  Cuba era uma nação «latinoafricana». Fidel Castro assim definiu as ações cubanas no encerramento do Primeiro Congresso do Partido Comunista de Cuba em 1975:

"E essa é a razão pela qual os imperialistas estão irritados, entre outras, conosco. Alguns imperialistas se perguntam por que ajudamos os angolanos, que interesses nós temos ali. Eles estão acostumados a pensar que quando um país faz algo é porque você está buscando petróleo, ou cobre, ou diamantes, ou algum recurso natural. Não! Nós não procuramos nenhum interesse material, e é lógico que os imperialistas não entendem, porque são guiados por critérios exclusivamente chauvinistas, nacionalistas, egoístas.
Estamos cumprindo um dever internacionalista elementar quando ajudamos o povo de Angola! (APLAUSOS) Não buscamos petróleo, nem buscamos cobre, nem buscamos ferro, não buscamos absolutamente nada. Simplesmente aplicamos uma política de princípios. Nós não cruzamos os braços quando vemos um povo africano, nosso irmão, que de repente pode ser devorado pelos imperialistas e é brutalmente atacado pela África do Sul. Nós não cruzamos os braços e nós não cruzaremos os braços!

Assim quando os imperialistas se perguntam qual o interesse que temos, temos que dizer-lhes: olha, leiam um manual do internacionalismo proletário para que possam entender por que nós estamos ajudando em Angola."— Fidel Castro, encerramento do Primeiro Congresso do Partido Comunista de Cuba em 1975
Durante a Guerra Fria, o governo comunista cubano chefiado por Fidel Castro deu prioridade à atuação militar como o principal papel do Estado cubano em todo o mundo, tornando as Forças Armadas Revolucionárias Cubanas (FAR) — de um país de um pequeno — na segunda maior força militar da América, depois das Forças Armadas dos Estados Unidos e, provavelmente, similares às Forças Armadas do Brasil na época. Neste momento, Cuba era o nono dos dez maiores exércitos do mundo.
A América Latina tenha superado a Europa Ocidental, em 1985, como a região com a maioria dos atos de terrorismo contra alvos dos Estados Unidos, grande parte dessa violência na década de 1980 foi causada por grupos marxista-leninistas patrocinados por Cuba. Conforme o bloco socialista desmoronava ao final da década de 1980, as tropas e operações cubanas no estrangeiro seriam reduzidas, e com o colapso da União Soviética, cessariam as intervenções militares cubanas no exterior. Em 1990, Fidel Castro e Lula da Silva promoveriam a fundação do Fórum de São Paulo, reunindo políticos latino-americanos e grupos de esquerda, incluindo organizações declaradas de conhecimento público como terroristas ou guerrilheiros.
No final da década de 1990, iniciou-se um período denominado "Maré Rosa" que duraria até meados da década de 2010, termo utilizado por analistas políticos para descrever governos de esquerda na esfera ibero-americana que se iniciaram com a ascensão ao governo da Venezuela por Hugo Chávez.

## Intervenções
As Forças Armadas Revolucionárias Cubanas reconhecem oficialmente cinco intervenções militares de Cuba: na Argélia, na Síria, em Congo-Léopoldville, em Angola e na Etiópia ; no entanto outras fontes ampliam a lista incluindo a Nicarágua. A seguir, uma lista das intervenções (direta ou indiretamente) promovidas pelo regime cubano:  
- 1959: Expedição fracassada ao Panamá com uma força de 97 homens, incluindo três panamenhos, com o propósito de iniciar um movimento revolucionário no país.[22] Foram presos em Nombre de Dios depois de uma escaramuça com a Guarda Nacional do Panamá, onde três pessoas morreram.[23] Depois do escândalo causado, Ernesto "Che" Guevara asseguraria que Cuba exportasse ideias revolucionárias, mas não a própria revolução. Jonathan Brown explicaria que “o erro dessa operação foi que a maioria dos guerrilheiros eram cubanos, portanto, eles não tiveram apoio local depois de chegar lá. Eles eram invasores estrangeiros. A partir daí, Cuba mudou sua estratégia e passou a usar mais lutadores locais”[13]
- 1959: Expedição fracassada na Nicarágua para derrubar o governo do ditador Luis Somoza Debayle[3]

- 1959: Expedição fracassada a República Dominicana para derrubar o governo do ditador Rafael Leónidas Trujillo em aliança com os exilados dominicanos.[24] Para Fidel Castro, o regime de Trujillo preocupava porque dava apoio e refúgio aos ex-funcionários de Batista.
- 1959: Expedição fracassada na Haiti para derrubar o governo do ditador François Duvalier[10] contando com um levante de uma coluna do exército haitiano que nunca aconteceu. Quase todos os invasores foram exterminados.
- 1959 - 1964: Em 1959 foi constituída a Diretório Revolucionário Ibérico de Libertação (DRIL) sob a acção de José Abderramán Muley Moré, com a aprovação de Ernesto "Che" Guevara, esta organização seria composta por exilados espanhóis e portugueses que se opunham aos ditaduras de Franco e Salazar. Em 1960, com apoio logístico e financeiro cubano, Muley voltou à Espanha com o nome de Manuel Rojas, tornando-se coordenador geral da DRIL. Essa organização seria responsável pelo primeiro ataque terrorista na Espanha, matando um bebê de 20 meses em uma explosão.[25][26][27]
- 1960: Uma embarcação cubana com armas é capturada na Guatemala que seria usada para apoiar o retorno ao poder de Jacobo Árbenz[10]
- 1963: Sob o comando do jornalista argentino Jorge Ricardo Masetti e com o planejamento de Ernesto “Che” Guevara, começaria uma operação para estabelecer uma guerrilha rural na província argentina de Salta. Em 1964, a operação seria desmontada e Masetti desapareceria na selva.[13]

- 1963: Cuba interviria pela primeira vez na África durante a Guerra das Areias.
- 1963 - 1967: Expedições falhadas dos militares cubanos para tomar o poder na Venezuela através da instalação de um governo amigável e garantir o fornecimento de petróleo para a ilha.[28] Em 1967, após frustrar o desembarque de Machurucuto, o governo venezuelano romperia as relações com Cuba.

- 1964-1965: Durante a Crise do Congo, em Congo-Léopoldville, tropas regulares cubanas infiltradas da Tanzânia participam em operações de combate no Congo sem êxitos.[29][30]
- 1964 - presente: Em 1964 nasceu o Exército de Libertação Nacional (ELN), criado por seis jovens colombianos que haviam viajado a Havana para estudar. Em 1981, o governo colombiano rompeu relações diplomáticas com Cuba, acusando Cuba de apoiar o desembarque de armas da guerrilha M-19 no departamento de Chocó.[13] Com sua relação com as Forças Armadas Revolucionárias da Colômbia (FARC), o apoio de Cuba viria na forma de apoio logístico[31][32][33] através do tratamento médico dos feridos e dos serviços de inteligência, além de participar como fiador do processo de paz entre as FARC e o governo colombiano.[34]
- 1965: Depois de receber treinamento de guerrilha em Cuba, vários grupos de jovens esquerdistas peruanos entraram no Peru para tentar levar a cabo levantes de guerrilha.[27] O presidente peruano, Fernando Belaúnde, conseguiu conter a insurgência guerrilheira. Segundo Brown, “assim que perceberam que havia guerrilheiros nas áreas rurais, eles foram atrás deles com todas as forças. Muitos militares da América Latina aprenderam com o ocorrido na revolução cubana e não iriam ignorar a presença de grupos armados no país”[13]
- 1966: Ernesto “Che” Guevara chega à Bolívia para promover um movimento guerrilheiro no rio Ñancahuazú. No ano seguinte, "Che" seria capturado e executado.[3]
- 1967: É criada em Cuba a Organização Latino-Americana de Solidariedade, composta por movimentos revolucionários e antiimperialistas[35] que apostam na luta armada e na guerra de guerrilhas como forma de propagar a revolução na América Latina.[36] A morte de "Che" Guevara, alguns meses depois, frustrou os objetivos.[37]
- 1970 - 1973: É formado no Chile o Grupo de Amigos Pessoais (GAP), que seria a guarda pessoal encarregada de proteger o presidente Salvador Allende. Os membros do GAP foram treinados e equipados por Cuba.[27][38]
- 1972 - 1977: Nasce em 1972 a Junta de Coordenação Revolucionária (JCR), que reuniria o Movimento de Esquerda Revolucionária (MIR) do Chile, o Partido dos Trabalhadores-Exército Revolucionário do Povo  (PRT-ERP) da Argentina, o Movimento de Libertação Nacional de Tupamaros (MLN - T) do Uruguai e do Exército de Libertação Nacional (ELN) da Bolívia, embora tenham contato desde 1968.[39][40] O JCR reuniria vários jovens que foram treinados e formados ideologicamente em Cuba[3] buscando fortalecer a articulação e o apoio entre os movimentos guerrilheiros no cone sul do continente americano[41] seguindo o exemplo de Ernesto “Che” Guevara e a doutrina do foquismo.[39]

- 1973-1974: Durante a Guerra do Yom Kippur, a República Árabe da Síria solicita ajuda militar a Cuba e esta envia uma brigada de tanques, que se envolve nos combates contra o exército de Israel.[42]

- 1975-1991: Forças regulares cubanas intervem em Angola — numa missão chamada Operação Carlota —  para apoiar o governo do Movimento Popular de Libertação de Angola (MPLA) e participar na Guerra Civil Angolana e da guerra sul-africana na fronteira.

- 1977-1988: Durante a Guerra Civil da Etiópia e a Guerra de Ogaden tropas cubanas intervem na República Democrática Popular da Etiópia para apoiar o governante etíope Mengistu Haile Mariam e combater o movimento de libertação nacional somali de Ogaden.
- 1979 - 1983: Em março de 1979, militantes armados liderados por Maurice Bishop assumiram o poder em Granada. Desde os primeiros meses, Fidel Castro forneceu apoio militar e de segurança ao governo de Maurice Bishop. Dezenas de militantes do Movimento New Jewel receberam treinamento em Cuba. Com financiamento e pessoal cubano, iniciou-se a construção de um aeroporto estratégico no extremo sul da ilha. Em outubro de 1983, Bishop foi deposto e executado.[43]

- 1979-1990: Na Revolução Sandinista na Nicarágua, o governo cubano enviou o pessoal militar que assumiu a direção dos serviços de segurança e de inteligência militar nicaraguense[44], além de apoiar a vitória da Frente Sandinista de Libertação Nacional.[12]
- 1980 - 1992: Em El Salvador, Fidel Castro teria um papel importante na promoção da unificação dos grupos guerrilheiros salvadorenhos sob o nome de Frente Farabundo Martí de Libertação Nacional[45], bem como a entrega de quase 200 toneladas de armas.[13]
- 1980 - 2000: No conflito armado peruano, o regime cubano treinou e financiou o Movimento Revolucionário Túpac Amaru (MRTA) e o Sendero Luminoso.[33][46]
- 1982 - 1996: Cuba encorajou e apoiou a decisão de formar a coalizão Unidade Revolucionária Nacional da Guatemala que englobaria quatro grupos guerrilheiros rivais[47][48]
- 1986: O regime militar chileno liderado por Pinochet descobre o maior arsenal já possuído por qualquer grupo subversivo na América Latina. Os suprimentos militares chegaram transportados por barcos pesqueiros cubanos. Havana colaborou financeira e militarmente com a esquerda chilena, treinando seus militantes na ilha e fornecendo armas até o fim da ditadura.[43]

## Foquismo
O foquismo foi uma teoria revolucionária inspirada em Ernesto “Che” Guevara e desenvolvida pelo filósofo francês Régis Debray. Essa teoria foi adotada pelos grupos armados de esquerda durante a década de 1960 e consistia na criação de centros de revolução no mundo como forma de luta contra o imperialismo. A premissa se resumiu na criação de múltiplos focos de guerrilha rural para dificultar a ação das forças armadas do governo. "Che" Guevara mencionaria:
Primeiro: as forças populares podem vencer uma guerra contra o exército. Segundo: nem sempre é preciso esperar que todas as condições para a revolução sejam satisfeitas: o foco insurrecional pode criá-las. Terceiro: na América subdesenvolvida, o terreno da luta armada deve ser fundamentalmente o campo
Essa estratégia seria posta à prova por Ernesto “Che” Guevara na África e na América Latina, esta última na Bolívia onde seria capturado e executado em 1967. Após a morte de “Che” Guevara, na Argentina o Exército Revolucionário Popular (ERP) tentaria criar um foco na província argentina de Tucumán, falhando na tentativa devido ao Decreto de aniquilação assinado por Isabel Perón em 1975. Por sua vez, os Tupamaros do Uruguai também poriam em prática esta teoria.